# Rhyacophila annulicornis
Rhyacophila annulicornis är en nattsländeart som beskrevs av Douglas E. Kimmins 1953. Rhyacophila annulicornis ingår i släktet Rhyacophila och familjen rovnattsländor. Inga underarter finns listade i Catalogue of Life.